# Неселовский, Казимир
Казимир Игнацы Неселовский (пол.  Kazimierz Niesiołowski, ок. 1676―ок. 1752) — государственный деятель Великого княжества Литовского, писатель.

## Биография
Из шляхетского рода герба Кошбак. Жил в усадьбах Воронче и Ясенце на Новогрудчине. Построил в Воронче костёл св. Анны (1749). Дядя Юзефа Неселовского. Избирался послом на сейм Речи Посполитой (1722). Староста циринский, маршалок конфедерации Новогрудского воеводства (1733), комиссар гродненский (1738), каштелян смоленский с 1738 года. Поддерживал политику Петра I, в 1737 году посетил Петербург.
Был женат на Теофилии из Реасов.

## Творчество
Выпустил на латинском языке компилятивные сборники «всякой всячины»: «Публичные забавки» (1743, Пинск) и «Домашние забавки» (1752, Супрасль). В книги вошли стихи с предисловиями, послания, легенды, эпитафии.